# 斧鲻属
斧鲻属，為輻鰭魚綱鯔形目鯔科的其中一属。

## 下属物种
- 高氏斧鯔（Cestraeus goldiei）
- 尖吻斧鯔（Cestraeus oxyrhynchus）
- 斧鯔（Cestraeus plicatilis）

## 擴展閱讀
維基物種上的相關：斧鲻属